# (13188) Okinawa
(13188) Okinawa est un astéroïde de la ceinture principale.

## Description
(13188) Okinawa est un astéroïde de la ceinture principale. Il fut découvert le 3 janvier 1997 à Chichibu par Naoto Satō. Il présente une orbite caractérisée par un demi-grand axe de 2,19 UA, une excentricité de 0,09 et une inclinaison de 1,9° par rapport à l'écliptique.

## Compléments